# Háj u Loučné
Háj (deutsch Stolzenhain, früher auch Stolzenhan) ist ein Ortsteil der Gemeinde Loučná pod Klínovcem (Böhmisch Wiesenthal).

## Lage
Háj liegt nordöstlich des Klínovec (Keilberg) auf dem Kamm des mittleren Erzgebirges nahe der deutschen Grenze bei Oberwiesenthal. Südlich des Ortes besteht eine Anbindung an die Straße von Boží Dar (Gottesgab) nach Měděnec (Kupferberg).

## Geschichte

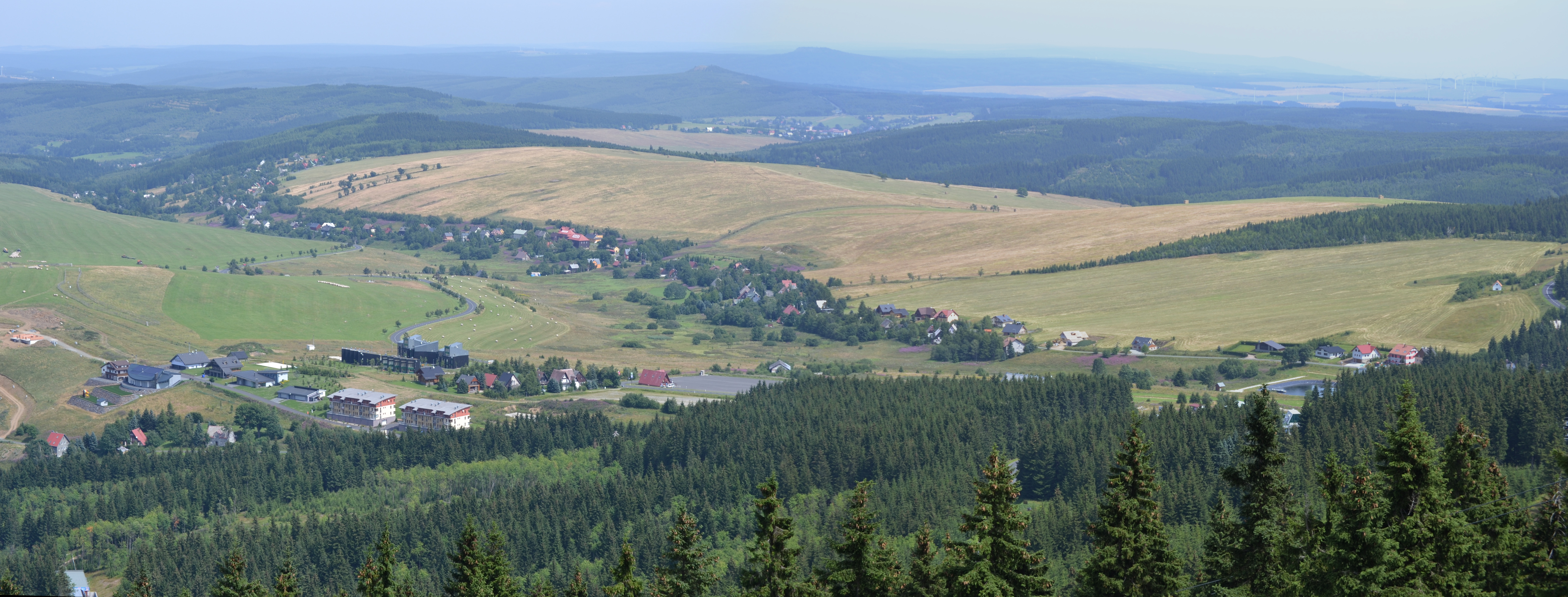
Háj (Vordergrund) und Kovářská vom Klínovec aus gesehen.

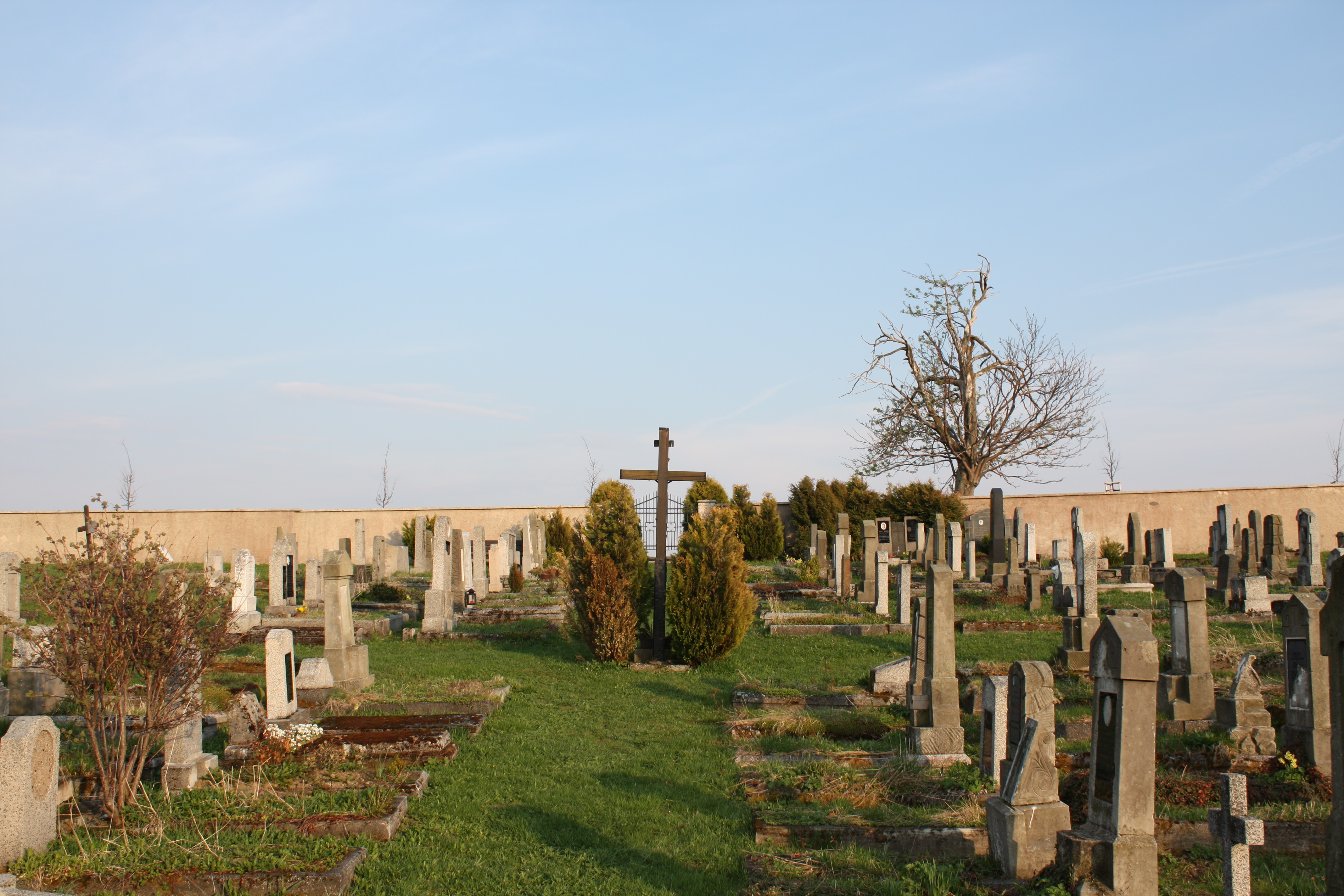
Friedhof mit zahlreichen deutschen Gräbern

Das Dorf Stolzenhan am Weißwasser (Bílá Voda), einem Nebenfluss des Pöhlbaches, entstand im 16. Jahrhundert als Bergbausiedlung. Eine in unmittelbarer Nachbarschaft angelegte Ansiedlung Rauhenbusch wuchs schon bald mit Stolzenhan zusammen und ging in ihm auf. Der Ort gehörte zum Joachimsthaler Besitz Kaspar von Schlicks, der hier Silbergruben betrieb. 1623 wurden die Schlicken nach der Schlacht am Weißen Berge enteignet. Im Zuge der Reformation waren Stolzenhain und der Nachbarort Böhmisch Wiesenthal evangelisch geworden. Sie gehörten zur Parochie Unterwiesenthal auf sächsischer Seite. Durch die Gegenreformation im Königreich Böhmen mussten die dort ansässigen Protestanten in der ersten Hälfte des 17. Jahrhunderts ihre Heimat als Exulanten verlassen und fanden jenseits der Grenze eine neue Heimat. 1650 erhielten Böhmisch Wiesenthal und Stolzenhain eine gemeinsame katholische Kirche.
Im Jahre 1902 wurde der Ort amtlich als Stolzenhain bezeichnet. Nach dem Ende des Bergbaus sank im 20. Jahrhundert die Einwohnerzahl stetig. Nach dem Ende des Zweiten Weltkrieges wurden die Bewohner (sämtlich Deutsche) vertrieben. 1948 verlor das Dorf seine Selbständigkeit und kam zu Loučná, gleichzeitig wurde es Teil des Okres Karlovy Vary-okolí. Im Zuge der Gebietsreform von 1960 wurde es dem Okres Chomutov zugeschlagen. Zwischen 1986 und 1991 war Loučná nach Vejprty (Weipert) eingemeindet. Gegenwärtig besteht der Ort fast ausschließlich aus Ferienhäusern. Hatten bis zur Vertreibung der Deutschen noch deutlich über 1000 Einwohner in Stolzenhain gelebt, so gab es dort im Jahre 2014 nur noch 14 ständig bewohnte Häuser, in denen 21 Menschen lebten.
Die vor dem Zweiten Weltkrieg zu Stolzenhain gehörigen Ortsteile Gahlerberg, Hofberg und Königsmühle sind heute aufgelassen. Ruinen der Wüstungen sind teilweise erhalten, wobei indes die Ruinen von Königsmühle, einem kleinen Weiler im Schwarzwassertal, inzwischen überregionale Symbolkraft und Bekanntheit erlangt haben.

## Königsmühle
Im Gegensatz zu den meisten der 3000 sudetendeutschen Dörfer, die spätestens in den 1960er Jahren systematisch durch die tschechoslowakische Armee eingeebnet wurden, sind die Ruinen von Königsmühle  diesem Schicksal entgangen und noch verhältnismäßig gut erhalten. Hier rief der tschechische Kulturwissenschaftler und Dokumentarfilmer Petr Mikšíček im Jahr 2012 ein Projekt ins Leben mit dem Ziel, die Ruinen als Forum Sudetum (analog zum Forum Romanum) zu erhalten und „wiederzuerwecken“, worin er auch einen Beitrag zur deutsch-tschechischen Aussöhnung sah. Freilich musste er zunächst gegen Vorbehalte von Teilen der ortsansässigen tschechischen Bevölkerung ankämpfen, die eine Rückbesinnung auf die deutsche Vergangenheit ablehnten. Gleichwohl gründete Mikšíček den Verein DoKrajin („Zu den Landschaften“), der nicht nur die Erhaltung der Ruinen zum Ziel hatte, sondern ihnen auch mit binationalen Kunstprojekten und Festivals neues Leben einhauchen wollte. Als Mitstreiterin konnte er die letzte noch lebende ehemalige Einwohnerin von Königsmühle, Rosemarie Ernst geb. Pöschl, gewinnen und auch schließlich (2012) das Nationale Denkmalinstitut in Loket (Elbogen) vom Erhaltungswert der Ruinen überzeugen. In einem Gutachten des tschechischen Instituts heißt es: „Der Genius loci, also die Atmosphäre, die die Reste der Gemeinde aussenden, ist sowohl für den Laien als auch für das geschulte Auge des Archäologen einzigartig.“ Inzwischen gelang es dem Verein, Teile eines Hauses in einfacher Weise zu überdachen und damit für eine provisorische Unterkunftsmöglichkeit zu sorgen. Angeregt durch ein entsprechendes Projekt in Norwegen (Kjerringøy Land Art Biennale) fertigten Künstler hölzerne Großskulpturen an und integrierten sie in die Ruinen. Aus Norwegen wurde auch der Name Land Art für sommerliche Kunstfestivals übernommen, die in diesem Zusammenhang jährlich veranstaltet werden. Inzwischen wird das Projekt von zahlreichen im Grenzgebiet gelegenen tschechischen Städten und Regionen offiziell unterstützt, auch der Deutsch-tschechische Zukunftsfonds und die Euroregion Erzgebirge sind beteiligt. Bis heute (2023) führt keine öffentliche Straße zu der Wüstung, die in einem als besonders wertvoll geltenden Naturschutzgebiet liegt.

## Entwicklung der Einwohnerzahl
| Jahr | Einwohnerzahl |
| ---- | ------------- |
| 1869 | 1175          |
| 1880 | 1170          |
| 1890 | 1189          |
| 1900 | 1263          |
| 1910 | 1246          |

| Jahr | Einwohnerzahl |
| ---- | ------------- |
| 1921 | 1104          |
| 1930 | 1128          |
| 1950 | 487           |
| 1961 | 275           |
| 1970 | 99            |

| Jahr | Einwohnerzahl |
| ---- | ------------- |
| 1980 | 27            |
| 1991 | 9             |
| 2001 | 21            |
| 2011 | 29            |